# Pogost Navolotchny
Pogost Navolotchny (en russe : Погост Наволочный) est un hameau russe situé dans le raïon de Kargopol dans le sud-ouest de l'oblast d'Arkhangelsk. Il fait partie du Nord russe, et sa population s'élevait à 41 habitants en 2012. 

## Géographie
Pogost Navolotchny est située dans le coin sud-ouest de l'oblast d'Arkhangelsk, un sujet de Russie européenne qui fait partie du district fédéral du Nord-Ouest. La localité se trouve dans le centre-nord du raïon de Kargopol, un des vingt-deux raïons de l'oblast. Le hameau se trouve à environ 28 kilomètres au nord-nord-ouest du chef-lieu du raïon, la ville de Kargopol. Pogost Navolotchny, comme tout l'oblast d'Arkhangelsk, est situé dans le fuseau horaire MSK (heure de Moscou). Le décalage horaire appliqué par rapport au temps universel coordonné est +03:00.
La rivière Tchouriega traverse le village. Jusqu'à la dissolution des municipalités du raïon en 2020, le hameau faisait partie de la municipalité « Ochevenskoïe ».

## Démographie
Recensements (*) ou estimations de la population,,:
En 2002, la population était à 100 % composée de Russes.
|       | \| 2002* \| 2010* \| 2012 \| - \| \| ----- \| ----- \| ---- \| - \| \| 86 \| 54 \| 41 \| - \| |      |   |
| 2002* | 2010*                                                                                         | 2012 | - |
| 86    | 54                                                                                            | 41   | - |

## Culture locale et patrimoine

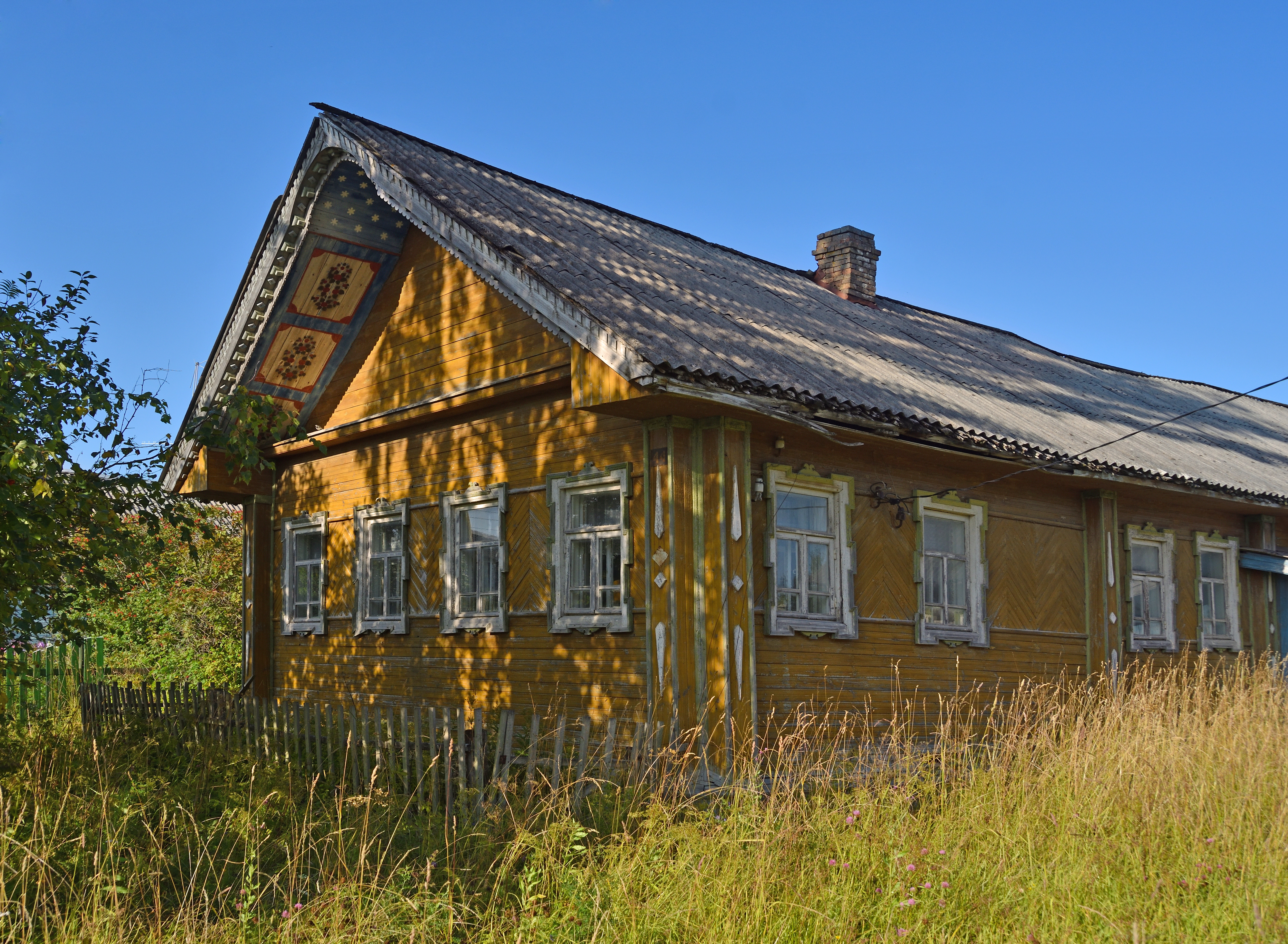
Maison d'architecture en bois russe dans le village.

Le pont sur la rivière Tchouriega, construit dans les années 1960, est classé objet patrimonial culturel de Russie d'importance régionale.